# Basílica de Elenska
La Basílica de Elenska (en búlgaro: Еленска базилика) es una basílica cristiana en gran parte conservada del romano tardío (principios del período bizantino), en el centro oeste de Bulgaria. Data del siglo V y VI d. C., y se encuentra entre 5 y 6 kilómetros al noreste de Pirdop y a 3 kilómetros de Anton, en la margen derecha del río Elenska (o Elensko) (Еленска река, Elenska reka). La basílica inicialmente sin domo, cuenta con gruesos muros y torres defensivas, tenía una cúpula añadida en la segunda mitad del siglo sexto, durante el reinado de Justiniano I. La iglesia fue destruida en el siglo XVIII, durante la dominación otomana de Bulgaria.